# Онуфрійчук Іванна Павлівна
Іванна Павлівна Онуфрійчук (нар. 8 липня 1986, с. Рахни-Лісові, Вінницька область) — українська телеведуча, акторка.

## Біографія
Іванна Павлівна Онуфрійчук народилася 8 липня 1986 року в селі Рахни-Лісові Вінницької області.
2007 року Онуфрійчук розпочала кар'єру моделі та акторки.
2009 року закінчила Академію митної служби України (Дніпро), спеціальність правознавство.
З 2009 по 2010 роки працювала інспекторкою Служби боротьби з контрабандою на Білгород-Дністровській митниці (Одеська область). З 2010 по 2012 роки працювала в Міністерстві екології України в юридичному департаменті.
2010 року отримала титул «Віцеміс Княгиня України», а 2013 — титул «Міс Принцеса України».
Протягом січня 2016 — лютого 2017 року була ведучою музичного чарту на каналі «EU Music».
З 2017 до 2022 року Онуфрійчук була ведучою авторського шоу «Без краватки» на телеканалах «НЛО TV» та «Україна 24».
2018 року отримала титул «Принцеса Віденського балу» в Києві. Того ж року брала участь у підготовці дебютантів Віденського балу у Львові.
2020 року зіграла головну жіночу роль у першому українському супергеройському фільмі «APPLEMAN».
2021 року була ведучою шоу «Танці з зірками» на телеканалі «1+1».
Під час модельної кар'єри Іванна брала участь у показах українських дизайнерів, знялася у багатьох рекламних роликах відомих модних брендів, а також у промо до «Євро-2012».
Онуфрійчук була обличчям обкладинок журналів «XXL», «TOUCH», «Теленеделя», «Телегид», «MOEVIR» (Франція), також була героїнею «Vogue Ukraine».
2021 року вийшла заміж за казахського мільйонера Алмаза. 28 травня 2024 року народила сина Адама.